# Dichrostigma hungaricum
Dichrostigma hungaricum är en halssländeart som först beskrevs av Longinos Navás 1915.  Dichrostigma hungaricum ingår i släktet Dichrostigma och familjen ormhalssländor. Inga underarter finns listade i Catalogue of Life.